# Sulejów
Sulejów [su'lɛjuf] ist eine Stadt in Polen in der Wojewodschaft Łódź. Sie ist Sitz der gleichnamigen Stadt-und-Land-Gemeinde im Powiat Piotrkowski.

## Geschichte
Die erste urkundliche Erwähnung des Ortes stammt aus dem Jahre 1145. 1177 siedelten sich Zisterziensermönche in der Gegend an und erbauten das örtliche Kloster Sulejów. Das Stadtrecht erhielt der Ort zwischen den Jahren 1279 und 1292. 1313 verlieh Władysław I. Ellenlang dem Ort das Recht zum Handel mit Salz, Fleisch und Tuchen. 1388 verlieh Władysław II. Jagiełło Sulejów das Recht auf einen Wochenmarkt, jeweils mittwochs. Mit der Dritten Teilung Polens wurde der Ort 1795 Teil Preußens. Mit der Bildung des Herzogtums Warschau wurde der Ort 1807 Teil desselben und 1815 Teil Kongresspolens. Vier Jahre später wurde das Zisterzienserkloster aufgelöst. 1870 wurde eine Reform des Stadtrechts auf polnischem Boden durch Zar Alexander II. durchgeführt, bei der die Zahl der Städte von 452 auf 114 reduziert wurde. Zu den Städten, die ihr Stadtrecht verloren, gehörte auch Sulejów. 1899 begann die Planung einer Schmalspurbahn nach Piotrków Trybunalski. 1904 begann der Betrieb der Bahn. 1927 erhielt der Ort erneut das Stadtrecht. Beim deutschen Überfall auf Polen wurde Sulejów am 4. September 1939 von der Luftwaffe bombardiert. 1942 wurde ein Ghetto und 1944–1945 ein Zwangsarbeitslager eingerichtet. Am Ende des Krieges war der Ort zu 80 % zerstört.

### Einwohnerentwicklung
2004 lebten 3186 Männer und 3126 Frauen in der Stadt.

## Gemeinde
Zur Stadt-und-Land-Gemeinde gehören neben der Stadt Sulejów 25 Ortschaften mit einem Schulzenamt.

## Städtepartnerschaften
- Tišnov, Tschechien

## Kultur und Sehenswürdigkeiten

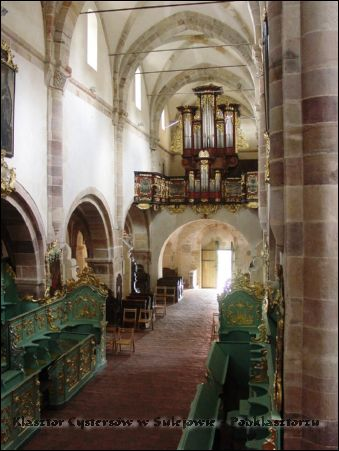
Der Chor der Klosterkirche

- Die romanische Klosterkirche des Heiligen Thomas wurde 1232 eingeweiht, Baubeginn war bereits 1177.
- Das anschließende ehemalige Zisterzienserkloster mit Bastionen und teilweise romanischen Außenmauern.
- Die neugotische Kirche des Heiligen Florian stammt aus dem Jahre 1903.
- Die Friedhofskapelle stammt aus der ersten Hälfte des 19. Jahrhunderts.
- Die barocke Kirche der Heiligen Margareta.

## Persönlichkeiten
- Zbigniew Albin (* 1965), Radrennfahrer
- Katarzyna Daleszczyk (* 1990), Fußballspielerin